# Гореловский (Волгоградская область)
Горе́ловский — хутор в Алексеевском районе Волгоградской области России. Входит в Поклоновское сельское поселение.
Населенный пункт расположен в пределах украинского исторического и культурного региона Желтый Клин.
Хутор является нежилым, постоянное население отсутствует.
Хутор находится в 7 км севернее хутора Поклоновский.
Хутор не электрифицирован.
Недалеко находится пойма реки Бузулук, рядом проходит граница охотничьего заказника «Усть-Бузулукский»; вокруг пастбищные угодья.

## Население
Динамика численности населения хутора:
| Год  | Население, чел. | Источник |
| ---- | --------------- | -------- |
| 1982 | 100             | [ 2 ]    |
| 2002 |                 |          |
| 2010 |                 |          |

| 2010 |
| ---- |
| 0    |

## История
По состоянию на 1918 год хутор входил в Павловский юрт Хопёрского округа Области Войска Донского.